# Alain Lazare
Alain Lazare (ur. 23 marca 1952 w Numei) – nowokaledoński lekkoatleta i polityk.

## Kariera sportowa
Dwukrotnie reprezentował Francję na igrzyskach olimpijskich w maratonie. W 1984 zajął 28. miejsce z czasem 2:17:52, natomiast w 1988 nie ukończył zawodów.
Wielokrotny medalista igrzysk Południowego Pacyfiku. W 1975 zdobył złoto w maratonie, srebro w biegu na 10 000 m i brąz na 5000 m, w 1979 wywalczył złoty medal na 1500, 5000 i 10 000 m, 3000 m z przeszkodami oraz w maratonie i srebro na 800 m, w 1983 zwyciężył na 1500, 5000 i 10 000 m, 3000 m z przeszkodami oraz w maratonie, natomiast w 1987 zdobył złoto na 800, 1500, 5000 i 10 000 m, 3000 m z przeszkodami oraz w maratonie.
Wielokrotny medalista miniigrzysk Południowego Pacyfiku. W 1981 i 1989 wywalczył złote medale na 5000 i 10 000 m oraz 3000 m z przeszkodami.
Wielokrotny medalista mistrzostw Południowego Pacyfiku. W 1976 zdobył złoto na 1500, 5000 i 10 000 m oraz w maratonie, natomiast w 1978 zwyciężył w tych samych konkurencjach oraz w biegu na 800 m.
Mistrz Francji w maratonie z 1983 i 1986 oraz brązowy medalista mistrzostw Francji z 1982. Reprezentował klub JS Vallée-du-Tir.

### Rekordy życiowe
- bieg na 1500 metrów – 3:50,27 s (Numea, 14 grudnia 1987), rekord Nowej Kaledonii[9]
- bieg na 3000 metrów – 8:13,2 (Numea, 8 października 1979), rekord Nowej Kaledonii[9]
- bieg na 5000 metrów – 14:15,12 s (Numea, 15 grudnia 1987), rekord Nowej Kaledonii[10][a]
- bieg na 10 000 metrów – 29:13,0 s (Numea, 7 lipca 1979), rekord Nowej Kaledonii[9][11]
- bieg na 20 000 metrów – 1:07:43 (Numea, 21 września 1975), rekord Nowej Kaledonii[9]
- bieg 24-godzinny – 18 019 m (Numea, 22 maja 1976), rekord Nowej Kaledonii[9]
- bieg na 3000 metrów z przeszkodami – 8:54,1 s (Numea, 28 listopada 1987), rekord Nowej Kaledonii[9]
- półmaraton – 1:02:44 (Hasting, 18 maja 1985 lub Hastly, 19 maja 1985), rekord Nowej Kaledonii[9][12]
- maraton – 2:12:24 (Huy, 30 kwietnia 1988), rekord Nowej Kaledonii[13][b]

Ponadto jego rekordy na 1500 m, 3000 m z przeszkodami, 5000 m, 10 000 m i maratonie są rekordami igrzysk Południowego Pacyfiku.

## Kariera polityczna
W 1973 został sekretarzem generalnym Bouloupari, a w 1995 został burmistrzem tego miasta. W lipcu 2019 ogłosił, że nie będzie się ubiegał o reelekcję. Po kolejnych wyborach, które odbyły się w marcu 2020, na stanowisku burmistrza zastąpił go Pascal Vittori, jednak zaprzysiężony został dopiero dwa miesiące później z powodu pandemii koronawirusa. Był też wiceprezesem partii Zgromadzenie-UMP.

## Życie osobiste
Jest żonaty i ma czworo dzieci. 14 listopada 2003 został kawalerem Orderu Narodowego Zasługi, a 30 kwietnia 2013 został kawalerem Legii Honorowej.